# Anomalopsyche minuta
Anomalopsyche minuta är en nattsländeart som först beskrevs av Schmid 1957.  Anomalopsyche minuta ingår i släktet Anomalopsyche och familjen Anomalopsychidae. Inga underarter finns listade i Catalogue of Life.